# Gracilentulus hyleus
Gracilentulus hyleus är en urinsektsart som beskrevs av Andrzej Szeptycki 1993. Gracilentulus hyleus ingår i släktet Gracilentulus och familjen lönntrevfotingar. Inga underarter finns listade i Catalogue of Life.